# بنك الاحتياطي الفيدرالي (نيويورك)
بنك الاحتياطي الفيدرالي في نيويورك هو واحد من 12 بنكًا احتياطيًا فيدراليًا في الولايات المتحدة. وهي مسؤولة عن المنطقة الثانية من نظام الاحتياطي الفدرالي والتي تشمل ولاية نيويورك، والمقاطعات الشمالية الإثني عشر في نيوجيرسي ومقاطعة فيرفيلد في كونيتيكت وبورتوريكو وجزر فيرجن الأمريكية. يقع في 33 شارع ليبرتي في مانهاتن السفلى، وهو الأكبر (من حيث الأصول) والأكثر نشاطًا (من حيث الحجم) والأكثر نفوذاً من بين البنوك الاحتياطية.
يعمل بنك الاحتياطي الفيدرالي في نيويورك كوكيل السوق لنظام الاحتياطي الفيدرالي (حيث يضم مكتب تداول السوق المفتوح ويدير حساب السوق المفتوح للنظام)، والوكيل المالي الوحيد لوزارة الخزانة الأمريكية وحامل الحساب العام للخزانة وأمين أكبر احتياطي لتخزين الذهب في العالم. بصرف النظر عن هذه الوظائف المميزة، يؤدي بنك الاحتياطي الفيدرالي في نيويورك أيضًا نفس المسؤوليات والمهام التي تؤديها البنوك الاحتياطية الأخرى.
نظرًا لدوره المركزي داخل نظام الاحتياطي الفيدرالي فإن بنك الاحتياطي الفيدرالي في نيويورك ورئيسه يعتبران في المرتبة الأولى بين البنوك الاحتياطية الإقليمية الأخرى. رئيسها الحالي هو جون سي ويليامز.

## الفرع
كان بنك الاحتياطي الفيدرالي فرع نيويورك بافالو هو الفرع الوحيد للبنك. تم حله رسميًا في 31 أكتوبر 2008.

## الانتقادات
في عام 2009 كلف البنك بإجراء تحقيق في ممارساته الخاصة. قدم ديفيد بيم أستاذ المالية في كلية كولومبيا للأعمال تقريرًا في عام 2009، صدر عن لجنة التحقيق في الأزمة المالية في عام 2011، قال فيه «إن عددًا من الأشخاص الذين قابلهم في البنك الاحتياطي يعتقدون أن المشرفين دفعوا احترامًا مفرطًا للبنوك، ونتيجة لذلك كانوا أقل عدوانية في اكتشاف المشكلات أو متابعتها بحزم».
في عام 2012 أخبرت كارمن سيجارا التي كانت آنذاك ممتحنة للبنك رؤساءها أن بنك جولدمان ساكس ليس لديه سياسة تحكم تضارب المصالح. تم فصلها في مايو 2012 ورفعت دعوى قضائية لانتقام المبلغين عن المخالفات في أكتوبر 2013. في أبريل 2014 رفضت المحكمة الجزئية الأمريكية في مانهاتن القضية «حكمت بأن سيجارا فشلت في تقديم مطالبة كافية قانونيًا بموجب تدابير حماية المبلغين عن المخالفات قانون تأمين الودائع الفيدرالي». في سبتمبر 2014 تم بث محادثات سيجارا المسجلة سرا بواسطة ذيس أميريكا لايف وتم اتهام البنك بالفساد السياسي من خلال كونه «وكالة محتجزة»، أي خاضعة للسيطرة التنظيمية للبنوك التي يشرف عليها.